# Geršiči
Geršiči so naselje v Občini Metlika.